# John William Campling
John William Campling MHM (* 1. September 1873 in Partick, Glasgow, Schottland; † 23. September 1961) war ein schottischer römisch-katholischer Ordensgeistlicher und Apostolischer Vikar von Nilo Superiore.

## Leben
John William Campling trat der Ordensgemeinschaft der Missionsgesellschaft vom hl. Joseph von Mill Hill bei und empfing am 1. Mai 1903 das Sakrament der Priesterweihe. Papst Pius XI. bestellte ihn am 6. August 1923 zum ersten Apostolischen Präfekten von Buéa.
Am 13. Mai 1925 ernannte ihn Pius XI. zum Titularbischof von Comana Pontica und zum Apostolischen Vikar von Nilo Superiore. Der Erzbischof von Westminster, Francis Alphonsus Kardinal Bourne, spendete ihm am 24. August desselben Jahres die Bischofsweihe; Mitkonsekratoren waren der Generalsuperior der Missionsgesellschaft vom hl. Joseph von Mill Hill, Bischof Johannes Biermans MHM, und der emeritierte Apostolische Vikar von Nilo Superiore, Henry Hanlon MHM.
Campling trat im Februar 1938 als Apostolischer Vikar von Nilo Superiore zurück.